# Посадниково (Новоржевский район)
Посадниково — деревня в Новоржевском районе Псковской области. Входит в состав Стехновской волости.

## География
Деревня расположена в центральной части района, на южном побережье Посадниковского озера, в 12 км к северу от города Новоржев.

## История
Посадниково — историческое имение графов Ланских. В 1733 году здесь была построена каменная Казанская церковь (сохранилась), в 1784 году завершилось строительство Никольского храма (уничтожен советскими властями). 

## Население
| 2000 | 2001 | 2002 | 2010 |
| ---- | ---- | ---- | ---- |
| 45   | →45  | ↘39  | ↘19  |

## Достопримечательности
- Казанская церковь с колокольней. Памятники истории и архитектуры.
- Новая Казанская церковь. Деревянная, построена в 2004 году[6].
- Братская могила советских воинов, погибших в борьбе с фашистами. Памятник истории.

- Казанская церковь
- Полуразрушенная колокольня
- Братская могила на кладбище
- Обелиск воинам-односельчанам, погибших во время немецкой оккупации